# 朱力安 (法国)
朱力安（1979年—），又名朱利安或朱立安，原名Julien Gaudfroy，法国人，毕业于巴黎国立高等音乐舞蹈学院。中国国际广播电台主持人。